# 国家最高司法裁判所 (メキシコ)
国家最高司法裁判所（こっかさいこうしほうさいばんしょ、La Suprema Corte de Justicia de la Nación）は、メキシコ合衆国の最上級司法機関である。メキシコ最高裁判所またはメキシコ連邦最高裁判所とも意訳される。
国家最高司法裁判所は、11人の裁判官で構成されている。彼らの選出に当たっては、まず大統領が上院に候補者リストを提示する。それを受け、上院は各候補者を検討し、議員の三分の二以上の賛成多数を以って指名する。その被指名者が大統領によって裁判官に任命されるのである。裁判官の任期は15年である。
国家最高司法裁判所裁判官に就任するための資格は、以下の通りである。
- 選出日に35歳以上であること。
- 評判がよく、一年以上の懲役刑を科せられたことがないこと。
- 選出の前に国に2年以上住んでいること。
- 前年に連邦政府や州政府で何らかの地位を与えられていないこと。

2002年、ヘラノ・ダビズ・ゴンゴラ・ピメンテル首席裁判官が陪席に移り、マリアノ・アスエラ・グイトロンが新しい首席裁判官に就任した。